# Fairfield (Bromsgrove)
Fairfield – wieś w Anglii, w hrabstwie Worcestershire, w dystrykcie Bromsgrove. Leży 23 km na północny wschód od miasta Worcester i 165 km na północny zachód od Londynu.